# Lucy Dacus
Lucy Dacus (Richmond, 2 de maio de 1995) é um cantora e compositora de indie rock estadunidense. Ela já lançou dois álbuns aclamados pela crítica: No Burden (2016) e Historian (2018). Em 2018, ela formou a banda boygenius com Phoebe Bridgers e Julien Baker.

## Vida pessoal
Dacus cresceu nos subúrbios de Richmond, Virgínia, nos Estados Unidos. Ela se formou pela escola Maggie L. Walker Governor's School for Government and International Studies e começou a estudar cinema na Virginia Commonwealth University, mas desistiu para seguir sua carreira na música. Ela é amiga pessoal da cantora Julien Baker, para a qual já abriu diversos shows após seu primeiro espetáculo juntas em Washington, D.C.

## Carreira
Dacus se apresentou pela primeira vez em Nova Iorque em março de 2015. Seu primeiro single, "I Don't Wanna Be Funny Anymore", foi lançado em novembro de 2015. Seu álbum de estreia, No Burden, foi produzido em Nashville por Collin Pastore, formado na Berklee College of Music, e Jacob Blizard, formado no Oberlin Conservatory of Music, amigos de sua cidade-natal, e foi lançada originalmente em CD, e em discos de vinil via Richmond's EggHunt Records em 26 de fevereiro de 2016. No Burden foi engenhado e misturado por Collin Pastore. Em seguida, Dacus assinou um contrato com a Matador Records, que relançou o álbum em 9 de setembro de 2016. No mesmo ano, ela se apresentou no Lollapalooza no Grant Park, em Chicago, e fez sua primeira aparição televisiva durante o programa CBS This Morning. Ela gravou uma performance para o Tiny Desk Concert da NPR no mesmo final de semana. Em outubro de 2016, ela se apresentou no festival London Calling, em Amsterdam, substituindo a banda The Duke Spirit, que havia cancelado sua presença.
O segundo álbum de Dacus, intitulado Historian, foi lançado no dia 2 de março de 2018. Como seu predecessor, foi recebido positivamente pela crítica especializada. Escrevendo para o site Pitchfork, Sasha Gessen elogiou seu nuance e sensitividade: "Não é um álbum fácil de desaparecer. Ele dura, e deveria durar, dado que tantas de suas letras falam sobre o tempo, e a forma com que o tempo é condensado à volta de ligações emocionais profundas a outras pessoas." A Rolling Stone deu 4 estrelas ao álbum, de um máximo de 5, assim como a NME. Historian, como No Burden, foi gravado em Nashville, no Trace Horse Studio, em uma colaboração entre Lucy Dacus, Collin Pastore e Jacob Blizard.
Em setembro de 2016, um candidado à vice-presidência dos Estados Unidos pelo Partido Democrata, Tim Kaine, afirmou em uma entrevista que Dacus era uma "nova favorita". Em uma entrevista em 2019, Dacus revelou que ela havia frequentado o jardim de infância com a filha de Kaine, e que ela o considera um velho amigo da família.
Em 2018, Lucy Dacus, junto com Phoebe Bridgers e Julien Baker, formou o grupo Boygenius. Elas lançaram três canções em agosto de 2018 e em seguida anunciaram um EP e uma turnê. O EP, intitulado boygenius, foi lançado em 26 de outubro de 2018.
Em 2019, Dacus anunciou uma série de canções relacionadas datas importantes, que eventualmente se tornariam o EP 2019, lançado em 8 de novembro daquele ano. Para o Dia dos Namorados, Dacus lançou um cover da canção La Vie en rose, de Édith Piaf; para o Dia das Mães, ela lançou "My Mother & I"; para o Dia da Independência dos Estados Unidos, lançou "Forever Half Mast"; para o aniversário de 70 anos de Bruce Springsteen, o cantor favorito de seu pai, lançou um cover de "Dancing in the Dark"; para o Dia das Bruxas, lançou "In the Air Tonight", originalmente de Phil Collins; para o Natal, lançou uma versão cover da canção da dupla Wham!, "Last Christmas", e, finalmente, para o Ano-novo, lançou a canção original "Fool's Gold".

## Discografia

### Carreira solo

#### Álbuns de estúdio
- No Burden (2016, EggHunt Records/Matador Records)
- Historian (2018, Matador Records)
- Home Video (2021, Matador Records)

#### EP
- 2019 (2019, Matador Records)

#### Singles
- "I Don't Wanna Be Funny Anymore" (2016)
- "Strange Torpedo" (2016)
- "Night Shift" (2018)
- "Addictions" (2018)
- "La Vie En Rose" (2019)
- "My Mother & I" (2019)
- "Forever Half Mast" (2019)
- "Dancing in the Dark" (2019)
- "In the Air Tonight" (2019)
- "Last Christmas" (2019)
- "Fool's Gold" (2019)
- "Hot & Heavy" (2021)
- "Brando" (2021)
- "VBS" (2021)
- "Kissing Lessons" (2022)

### No grupo Boygenius

#### Álbuns de Estúdio
- The Record (2023, Interscope Records)

#### Singles
- "$20" (2023)
- "Emily I'm Sorry" (2023)
- "True Blue" (2023)
- "Not Strong Enough" (2023)

#### EP
- boygenius (2018, Matador Records)

#### Singles
- "Bite the Hand" (2018)
- "Me & My Dog" (2018)
- "Stay Down" (2018)